# Gankowa Kopka

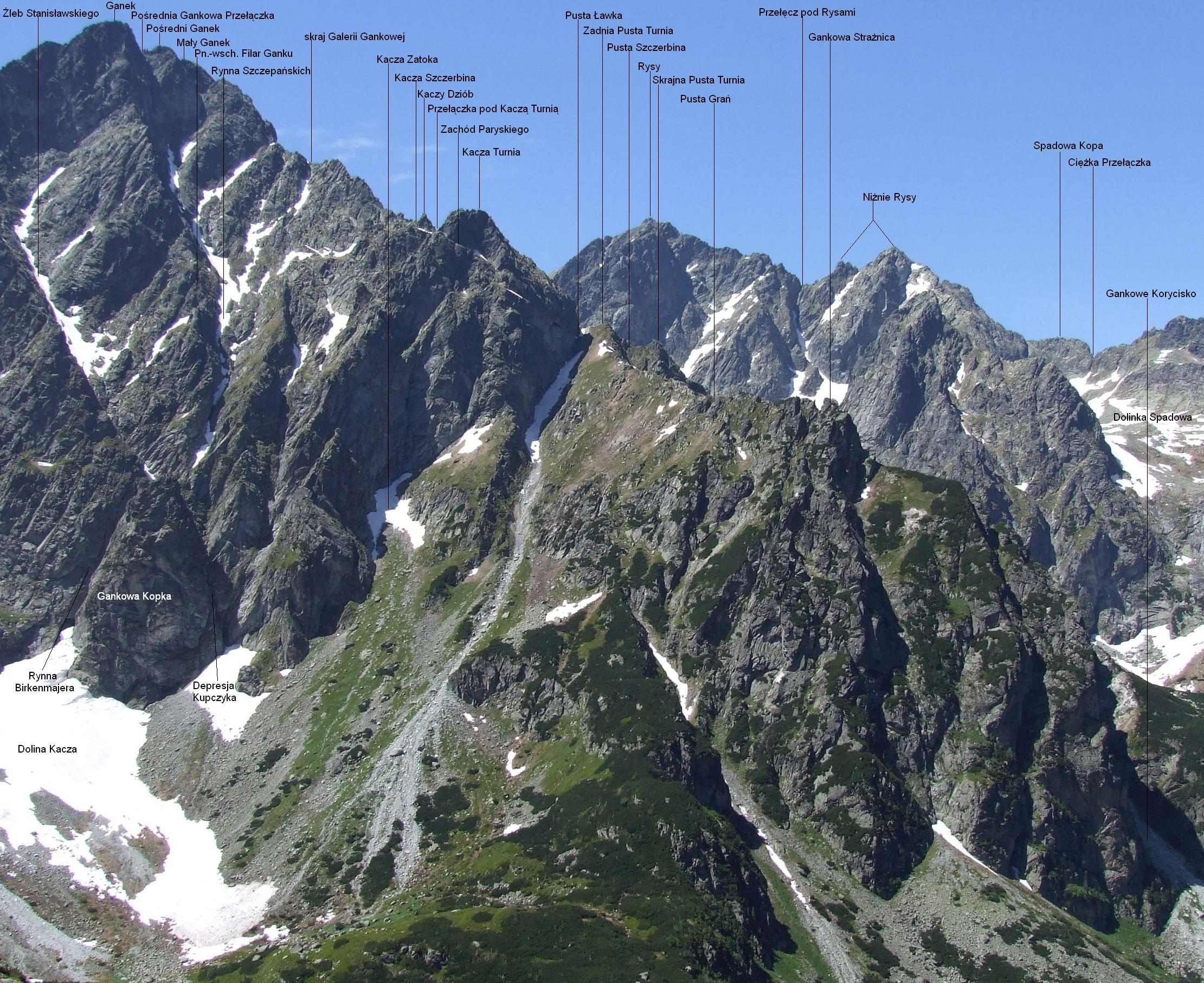
Widok z Doliny Litworowej

Gankowa Kopka (słow. Ganková kôpka, ok. 1870 m) – turnia w masywie Ganku w słowackich Tatrach Wysokich. Znajduje się w podstawie żebra, które od północno-wschodniego skraju Galerii Gankowej opada do Doliny Kaczej. Na wysokości około 1860 m oddzielona jest od niego wciętą na około 10 m przełączką. W widoku z Doliny Litworowej Gankowa Kopka ma kształt ostrobocznego trójkąta. Po obydwu jej stronach opadają głębokie depresje. Po lewej stronie (patrząc od dołu) jest to Żleb Birkenmajera, po prawej Depresja Kupczyka; obydwie są dolnymi odgałęzieniami potężnej Rynny Szczepańskich, którą Władysław Cywiński nazywa Żlebem Świerza.
Urwista ściana Gankowej Kopki ma wysokość około 150 m. U jej podstawy zawsze leży płat śniegu i prawie zawsze trudne jest przekroczenie głębokiej szczeliny brzeżnej. W środku wysokości ściany są duże płyty o jasnej barwie. Bardziej stroma jest prawa część ściany.

## Taternictwo
Gankowa Kopka jest dla taterników celem samym w sobie, ale bywa też początkiem wspinaczki w Północno-wschodnim Filarze Ganku. Władysław Cywiński przypuszcza, że dla taterników Gankowa Kopka stanie się zapewne celem samym w sobie, jak Czołówka MSW, ma bowiem te cechy, które, odpowiadają współczesnym taternikom: krótka wspinaczka i zjazd na linie. W ścianie jest wiele starych haków, lin, pętli zjazdowych. W. Cywiński podaje 8 dróg wspinaczkowych z zastrzeżeniem, że oprócz drogi nr 7 wszystkie pozostałe mają mniejsze czy większe wspólne odcinki.
Historia
Jako pierwsi ścianę Gankowej Kopki przeszli Adam Truszkowski i Paweł Vogel w 1948 r.
Drogi wspinaczkowe
1. Z przełączki za Gankową Kopką; I w skali tatrzańskiej, kilka chwil[2].
2. Środkiem ściany; V, miejsce VI
3. Droga Vogla; V, 3 godz.
4. Droga Ostromęckiego; V, A1
5. Droga Słowaków; V, A0, 4 godz.
6. Droga Machnika; V, miejsce V+
7. Przez Płytę Szury; VI+/VII-
8. Lewą częścią ściany; V+, 3 godz.[2]